# Workin' with the Miles Davis Quintet
Albums de Miles Davis
Steamin' with the Miles Davis Quintet
(1955) 'Round About Midnight
(1957)
Workin' with the Miles Davis Quintet est un album de Miles Davis enregistré en 1956.

## Historique
Les deux séances du 11 mai et du 26 octobre 1956 ont donné naissance à cet album et à trois autres : Cookin' with the Miles Davis Quintet, Relaxin' with the Miles Davis Quintet et Steamin' with the Miles Davis Quintet.
À noter la très belle intro de Red Garland au piano sur la ballade It Never Entered My Mind. Four est une composition pour Davis de Eddie Vinson. Trane's Blues (aussi connue sous le nom de Vierd Blues), longtemps attribuée à Davis, est en fait une composition de John Coltrane (intitulée à l'origine John Paul Jones).

## Titres
| Piste | Titre du morceau               | Composé par                  | Durée |
| ----- | ------------------------------ | ---------------------------- | ----- |
| 1.    | It Never Entered My Mind       | Richard Rodgers, Lorenz Hart | 5:25  |
| 2.    | Four                           | Eddie Vinson                 | 7:18  |
| 3.    | In Your Own Sweet Way          | Dave Brubeck                 | 5:47  |
| 4.    | The Theme (take 1)             | Miles Davis                  | 2:01  |
| 5.    | Trane's Blues (ou Vierd Blues) | John Coltrane                | 8:37  |
| 6.    | Ahmad's Blues                  | Ahmad Jamal                  | 7:29  |
| 7.    | Half Nelson                    | Miles Davis                  | 4:49  |
| 8.    | The Theme (take 2)             | Miles Davis                  | 1:06  |

## Séances
Toutes les pistes sont de la session du 11 mai 1956, sauf Half Nelson qui est du 26 octobre 1956.

## Quintet
- Miles Davis - trompette sauf titre 6
- John Coltrane - saxophone ténor sauf titres 1 et 6
- Philly Joe Jones - batterie
- Red Garland - piano
- Paul Chambers - contrebasse